# Pociąg popychany
Pociąg popychany – pociąg towarowy prowadzony przy wykorzystaniu czynnej lokomotywy popychającej w przypadkach określonych rozkładem jazdy.